# (11099) Sonodamasaki
(11099) Sonodamasaki (1995 HL) – planetoida z pasa głównego asteroid okrążająca Słońce w ciągu 3,67 lat w średniej odległości 2,38 j.a. Odkryta 20 kwietnia 1995 roku.